# Pac-Man World 3
Pac-Man World 3 (パックマンワールド3) er et videospil udgivet den 15. november 2005 på PlayStation 2, Nintendo GameCube, Xbox, PlayStation Portable, Nintendo DS og PC. Det er det tredje spil i Pac-Man-serien, og blev udgivet på Pac-Mans 25-års jubilæum.

## Historie
Pac-Man World 3 handler om Pac-Man i løbet af hans 25-års fødselsdag. Da han kommer hjem til Mrs. Pac-Man og Pac Jr. sker der noget underligt, Pac-Man begynder at forsvinde, og dukker op på tagene af husene og i træet-i-midtens grene og i luften. Samtidig er spøgelset Orson ved at spille på Pac-Game Maskinen, hvor den går i stykker midt i spillet. Pac-Man lander et mærkeligt sted, og må nu slås mod monstre, røde spøgelser og mekaniske robotter, og finde ud af at det er en person ved navn Erwin, der står bag alt dette. I dette spil er det også i særtilfælde, at spille som Pinky og Clyde. når man har konfronteret Erwin ser man en mini-film, Pac Jr. sidder og læser da Pac-Man pludselig kommer tilbage, på dette tidspunkt da han rammer jorden efter et fald spiser Clyde hans kage og så kommer Inkey, Pinky og Blinky. Pac-Man hopper op i luften og spiser en Power-Pellet, så spøgelserne bliver blå, og så spiser han dem. Der slutter Pac-Man World 3.
| computerspil | Spire Denne computerspilsrelaterede artikel er en spire som bør udbygges. Du er velkommen til at hjælpe Wikipedia ved at udvide den. |